# La Targette brit katonai temető
A La Targette brit katonai temető (La Targette British Cemetery) egy első világháborús nemzetközösségi sírkert a franciaországi Neuville-Saint-Vaast közelében.
A sírkertet korábban Aux-Rietz-temetőként emlegették, csak később kapta a La Targette (Retesz) nevet. A területen 1917 áprilisában kezdtek temetni a kötözőállomások és a harcoló egységek. A sírkertet 1918. szeptemberig használták. A sírok csaknem egyharmadában a tüzéralakulatok tagjai nyugszanak, ugyanis 1917. március-áprilisban a közeli Aux-Rietz mély barlangjában volt a 2. kanadai és az 5. brit hadosztály tüzérsége, valamint egyes nehéztüzér-alakulatok főhadiszállása. Tizenhat katona földi maradványait máshonnan helyezték át ide a fegyvernyugvás után, majd a második világháború után újabb 26 exhumált halottat helyeztek át a La Targettébe. A sírkertben 638 nemzetközösségi katona nyugszik, közülük 41-et nem sikerült azonosítani. Rajtuk kívül három második világháborús elesettet is eltemettek itt, kettő közülük ismeretlen. A temetőt Sir Reginald Blomfield tervezte. A sírkerttől 900 méterre található a neuville-saint-vaast-i német katonai temető.
2023 óta az első világháború temetői és emlékhelyei részeként a világörökséghez tartozik.
Neuville-Saint-Vaast környékén több első világháborús katonai temető van: a brit sírkerttől nagyjából 900 méterre délre található a neuville-saint-vaast-i német katonai temető és 4,5 kilométerre északra aKettes számú kanadai katonai temető.